# Округ Ричланд (Јужна Каролина)
Округ Ричланд (енгл. Richland County) је округ у америчкој савезној држави Јужна Каролина. По попису из 2010. године број становника је 384.504.

## Демографија
Према попису становништва из 2010. у округу је живело 384.504 становника, што је 63.827 (19,9%) становника више него 2000. године.
| Група             | 2000.           | 2010.           |
| Белци             | 157.843 (49,2%) | 174.267 (45,3%) |
| Афроамериканци    | 144.809 (45,2%) | 176.538 (45,9%) |
| Азијати           | 5.501 (1,7%)    | 8.548 (2,2%)    |
| Хиспаноамериканци | 8.713 (2,7%)    | 18.637 (4,8%)   |
| Укупно            | 320.677         | 384.504         |